# Bătălia de la Eylau
Bătălia de la Eylau a opus, pe parcursul zilei de 8 februarie 1807 o armată franceză condusă de Împăratul Napoleon I unei armate ruse, aflate sub conducerea generalului Beningsen, susținute de un corp prusac condus de generalul L'Estocq. A fost una dintre cele mai sângeroase bătălii din cadrul Războaielor napoleoniene, ambele armate pierzând între o treime și aproape jumătate din efective, în funcție de estimări. Mareșalul Murat a condus cea mai mare șarjă a cavaleriei din istorie.

## Desfășurare
Deoarece în săptămânile precedente manevrele franceze de învăluire eșuaseră în mod repetat, Napoleon decide să atace frontal armata rusă, masată la est de satul Eylau, pe o câmpie mlăștinoasă. Corpul Mareșalului Ney nefiind încă prezent, francezii nu dispun la începutul bătăliei decât de 40 000 de oameni, care sunt eșalonați pe un front de 3 kilometri, în timp ce rușii, mult mai numeroși, ocupă un front de 5 kilometri. Napoleon își instalează cartierul general în cimitirul din sat, o bună poziție de observație, dar aflată în raza de acțiune a artileriei inamice și aproape de linia acestora.
Bătălia începe în jurul orei 7 dimineața cu un violent duel de artilerie, satele Rothenen și Eylau fiind cuprinse de flăcări. Urmează apoi un atac rus asupra aripii stângi franceze, respins cu greu de divizia generalului Leval. Urmează atacul francezilor pe care îl conduce Mareșalul Davout, asupra aripii stângi ruse, pe care o împinge înapoi și o dă peste cap, slăbind centrul rus. În jurul orei 10, imediat după succesul lui Davout, Împăratul ordonă Corpului VII, comandat de Mareșalul Augereau să opereze un nou atac, de această dată asupra centrului rus. Cu toate acestea, bătălia desfășurându-se în timpul unei puternice furtuni de zăpadă, Corpul VII manevrează într-o direcție greșită, prezentând flancul unei puternice baterii ruse, care decimează Corpul VII. Cazacii ruși intervin prompt și încep să disloce infanteria lui Augereau, care suferă pierderi teribile și este nevoită să se retragă până în apropierea cimitirului de la Eylau. În total, pe parcursul zilei de 8 februarie, Augereau, rănit la rândul său, a pierdut nu mai puțin de 5 000 de oameni: 929 de morți și 4 271 răniți. Profitând de superioritatea sa numerică, Benningsen lansează un atac general.    
Pentru a evita înfrângerea, Împăratul aruncă în luptă întreaga cavalerie franceză, nu mai puțin de 80 de escadroane, sub comanda Mareșalului Murat. Această șarjă masivă se soldează cu pierderi grele pentru cavaleria franceză, nesusținută de infanterie, dar reușește să dea peste cap prima linie inamică și astfel întârzie înaintarea rușilor.  Situația francezilor fiind în continuare critică, cu cavaleria epuizată și neavând alte rezerve de infanterie, Împăratul trimite infanteria Gărzii Imperiale pentru a recuceri cimitirul de la Eylau, poziție esențială din centrul dispozitivului. Garda atacă la baionetă și masacrează 4 000 de grenadieri ruși, într-o violentă serie de șarje. Cu toate acestea, sosirea celor 10 000 de prusaci ai lui L'Estocq agravează situația francezilor, dar Mareșalul Ney sosește la rândul său pe câmpul de bătălie în jurul orei 19, echilibrând raportul de forțe. 

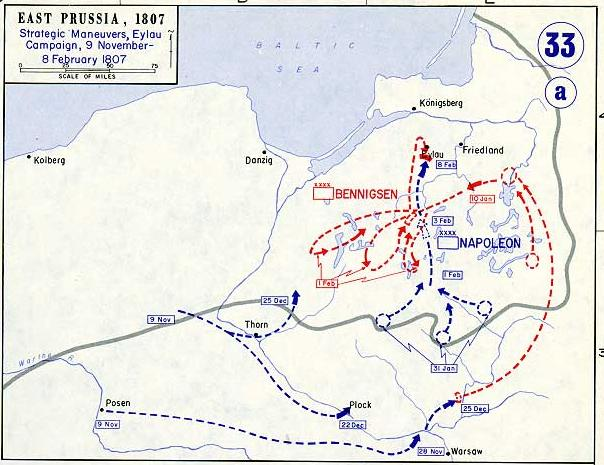
Planul manevrelor premergătoare bătăliei de la Eylau

Deoarece francezii puteau să mai primească și alte întăriri, generalul Benningsen decide să se retragă de pe câmpul de bătălie, știind totuși că a produs pierderi foarte grele francezilor, care nu vor fi capabili de nici o urmărire. Francezii rămân stăpâni pe câmpul de bătălie, ceea ce nu îl împiedică pe generalul rus să anunțe la Moscova că bătălia a fost o victorie, scriind: „Sunt fericit să vă informez că armata pe care Maiestatea Voastră a binevoit să mi-o încredințeze tocmai a înregistrat o nouă victorie”. Chiar dacă bătălia a fost departe de a fi o victorie rusă, ea nu poate fi considerată a fi nici o victorie franceză. 

## Consecințe
Bătălia a fost un adevărat carnagiu: conform Mareșalului Berthier, francezii ar fi pierdut nu mai puțin de 29 634 de oameni (237 de ofițeri și 4 839 de soldați morți; 784 de ofițeri și 23 589 de soldați răniți; 1 152 de prizonieri). Rușii au pierdut la rândul lor un număr enorm de oameni: 7 000 de morți; 5 000 de răniți grav și abandonați pe câmpul de bătălie; 14 900 de răniți, transportați la Königsberg, majoritatea acestora din urmă murind ulterior din cauza frigului. Nouă generali ruși au fost răniți. Prusacii au pierdut în total 900 de oameni. Cu toate acestea, ambele armate urmau să primească întăriri și campania urma să continue, încheindu-se doar după victoria franceză zdrobitoare de la Friedland.  

## Mărturie
«Bătălia de la Eylau fuse teribilă, atât prin rigoarea anotimpului cât și prin încrâncenarea cu care ne băturăm, atât de o parte cât și de cealaltă. Regimentul pierdu aici opt sute de oameni dintr-un total de o mie două sute, cât și cincizeci de ofițeri. Eu primii cinci lovituri de mitralie și avusei un cal ucis sub mine. Avurăm doisprezece purtători de drapel uciși sau răniți. Vulturii noștri erau luați la țintă de gloanțe și ghiulele; dar fură salvați. Toți ofițerii superiori ai corpului de armată al mareșalului Augereau fură uciși sau răniți; acest brav și demn mareșal fuse rănit și forțat să ne părăsească.» (Le Baillif, regimentul 7 ușor)

## Generali, colonei francezi căzuți la Eylau
- Gral. Binot, afectat Corpului VII
- Gral. Bonnet, comandant al bigăzii a 2a din divizia a 3a din Corpul III (rănit mortal)
- Gral. Corbineau, aghiotant al Împăratului
- Gral. Dahlmann, colonel major al Vânătorilor Călare din Gardă (rănit mortal)
- Gral. Desjardins, comandant al diviziei 1 din Corpul VII (rănit mortal)
- Gral. d'Hautpoul, comandant al diviziei a 2a de mare cavalerie a Rezervei (rănit mortal)
- Gral. Lochet, comandant al brigadei 1 a diviziei a 2a din Corpul III
- Adj.-Cdt. Mac-Sheehy, șef de stat major al diviziei 1 din Corpul VII
- Adj.-Cdt. Michel, șef de stat major al diviziei a 2a din Corpul IV
- Col. Bourbier, regimentul 11 dragoni
- Col. Lacuée, regimentul 63 de linie
- Col. Lemarois, regimentul 43 de linie
- Col. Silbermann, regimentul 55 de linie (rănit mortal)
- Col. Pappenheim, regimentul 2 chevaux-légers bavarezi[2]